# 拉巴蒂
拉巴蒂（法語：La Bâthie，法語發音：[la bati]）是法国萨瓦省的一个市镇，属于阿尔贝维尔区。

## 地理
拉巴蒂（45°37'37"N, 6°26'58"E）面积22.45 平方千米，位于法国奥弗涅-罗讷-阿尔卑斯大区萨瓦省，该省份为法国东部省份，历史上为薩伏依的一部分，北起上萨瓦省，西接伊泽尔省和安省，南部和东部与上阿尔卑斯省和意大利接壤。
与拉巴蒂接壤的市镇（或旧市镇、城区）包括：博福尔、瑟万、埃塞尔布莱、伊泽尔河畔圣保罗、图尔昂萨瓦。

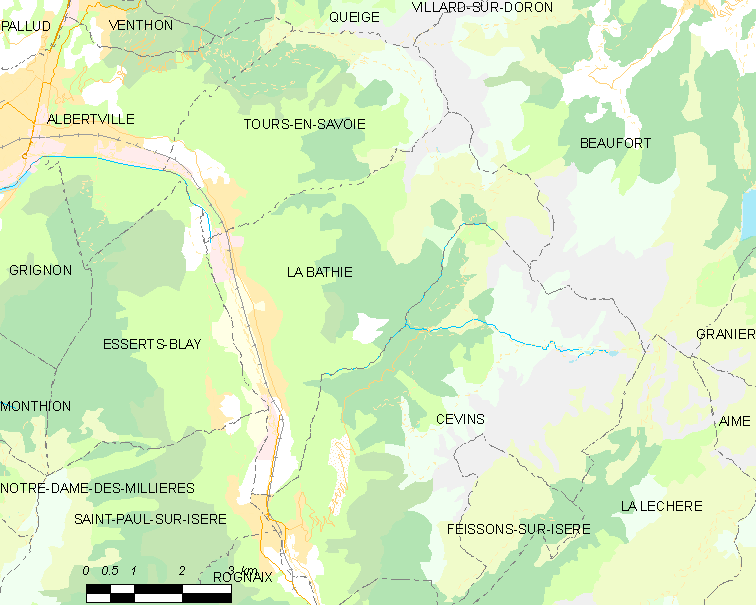
拉巴蒂的OSM定位图

拉巴蒂的时区为UTC+01:00、UTC+02:00（夏令时）。

## 行政
拉巴蒂的邮政编码为73540，INSEE市镇编码为73032。

## 政治
拉巴蒂所属的省级选区为阿尔贝维尔第一县。

## 人口

1962-2008年间拉巴蒂人口变化图示

拉巴蒂于2022年1月1日时的人口数量为2168人。